# Atocutla
Atocutla är en ort i Mexiko.   Den ligger i kommunen Ayutla de los Libres och delstaten Guerrero, i den södra delen av landet, 290 km söder om huvudstaden Mexico City. Atocutla ligger 150 meter över havet och antalet invånare är 342.
Terrängen runt Atocutla är varierad. Runt Atocutla är det ganska tätbefolkat, med 65 invånare per kvadratkilometer. Närmaste större samhälle är Ayutla de los Libres, 12,9 km norr om Atocutla. Omgivningarna runt Atocutla är en mosaik av jordbruksmark och naturlig växtlighet.